# おじろ用心棒
おじろ用心棒（おじろようじんぼう）は、サルなどの野生動物による獣害から農地や作物を守る防護柵に用いられる通電式支柱である。名称は、兵庫県美方郡香美町の小代区で考案されたことに由来する。

## 概要
兵庫県美方郡香美町の小代区で考案された、安価で簡単に作成できる通電式支柱を「おじろ用心棒」という。これを利用したワイヤーメッシュ型電気柵が、サルの支柱登攀対策として効果を発揮している。

## 各地での採用と改良
- 三重県では、大紀町や鈴鹿市の実証農地で試験が行われ、ワイヤーメッシュの隙間を埋めるなどの工夫がなされているほか、果樹園での効果が実証されている。[2]
- 熊本県八代市に本社を置く株式会社末松電子製作所では、設置や回収が簡単な「おじろ用心棒スプリング式」を開発し販売している。「おじろ用心棒」専用の、伸縮自在の「おじろスプリング」を用いているのが特徴である。[3]
- 和歌山県日高川町では、ミカン畑において設置され、サルなどの被害に効果的であることが実証されている。[4]